# Societas Europaea

Societas Europaea (с лат. — «европейская компания») — юридическое лицо, учреждённое в соответствии с Уставом европейской компании.
Компания, учрежденная в такой форме, может действовать во всех странах Европейского союза без отдельного прохождения процедур предоставления национального режима в каждой из них.
Европейская компания может быть учреждена:
1. посредством слияния акционерных обществ, если хотя бы два из них подчинены праву разных членов ЕС
2. посредством учреждения холдинга акционерными обществами или обществами с ограниченной ответственностью, если основные управляющие органы хотя бы двух участников холдинга подчинены праву разных членов ЕС
3. посредством учреждения юридическими лицами совместной дочерней компании, если хотя бы двое из учредителей подчинены праву разных членов ЕС
4. посредством преобразования в европейскую компанию акционерных обществ, не менее двух лет имеющих филиал в другой стране ЕС
5. как дочерняя компания ЕС

При этом ни в одном из данных случаев компания не обязана приобретать статус европейской компании.
Учреждаемая европейская компания может иметь двухзвенную (наблюдательный и управляющий орган) или однозвенную структуру органов.